# Знания (сайт)
Знания.com — многонациональный образовательный стартап, основанный в Польше. Сайт предназначен для студентов и преподавателей. Он доступен на 13-ти языках мира и имеет более 60 млн. уникальных пользователей ежемесячно из более чем 35 стран мира.
Первый сайт был запущен в 2009 году в Польше под доменным именем Zadane.pl. Миссия — вдохновить студентов, чтобы поделиться и получить знания в творческом сообществе, а также участвовать в одноранговой педагогической помощи. В сети есть элементы получения баллов в виде мотивационных моментов, и призывает пользователей участвовать в интернет-сообществе, задавая вопросы, и отвечая на них помогая другим студентам.

## О сайте
Сайт Знания.com — это сообщество обучения для студентов, что стимулирует совместное обучение. Это социальная медиа-платформа жёстко связана с образованием и обучением. Он использует особенности социальных сетей, чтобы соединить пользователей, которые хотят делиться своими знаниями в рамках интернет-сообщества. сайт посвящён начальной школе, средней школе и студентам, , а также учителям, родителям и педагогами. Целью является, вдохновить студентов, чтобы учиться в обстановке партнерства и расширить свои знания, ориентируясь в первую очередь на выполнение домашних заданий.

## История
Изначально сайт выпущен под доменным именем Zadane.pl, Компания была основана в 2009 году в Польше, основатель Михал Борковски (нынешний генеральный директор), Томаш Краус и Лукаш Халунч. Первый этап — 1 млн уникальных пользователей в месяц, был достигнут в течение 6 месяцев после создания сайта. В январе 2011 года компания запустила новый сайт — Znanija.com — первый международный проект, который был посвящён русским ученикам и учителям из стран СНГ. Впоследствии запустились несколько других версий на нескольких языках для следующих стран: Турция (eodev.com), Латинской Америки и Испании (brainly.ly) и Бразилии (brainly.com.br). В декабре 2013 года семь новых языковых версий сайта были удалены, в результате чего произошёл официальный запуск английской версии (brainly.com), индонезийский (сайт brainly.com.id), Индийский (brainly.in), Филиппинский (brainly.ph), Тайский (brainly-thailand.com), румынский (brainly.ro) и итальянский (brainly.it). В настоящее время в компании работает более 60 человек.

## Сайт

### Общий обзор
Сайт Знания посвящён студентам, которым нужна помощь в выполнении домашних заданий. После регистрации на сайте каждый может задавать вопросы в сообществе, или помочь другим. Пользователи могут оставлять свои комментарии на каждый вопрос и ответ, также могут свободно отвечать на заданные вопросы пользователей. Все вопросы распределены по темам, в зависимости от страны и школы.

### Баллы
Каждому пользователю даётся фиксированное количество баллов при регистрации, которые они могут использовать, чтобы задавать вопросы. Баллы можно получить за помощь другим ученикам и студентам, отвечая на их вопросы, однако есть и другие способы получить баллы, например выполнить задание от сайта. Кроме того, автор вопроса получает возможность выбрать один из ответов как лучший, за это студенту причисляются дополнительные баллы.

### Сообщество взаимодействии
Социальное взаимодействие между пользователями сосредоточены вокруг комментариев к вопросам и ответам. В мае 2018 года были отключены функции отправки личных сообщений и комментариев к вопросам. Однако пользователи могут писать модераторам и другим пользователям со специальными статусами.   Также каждый зарегистрированный может добавлять в друзья других пользователей.

### Функциональные статусы
Пользователь со функциональным статусом - это человек, имеющий расширенные возможности.

#### Модераторы
Модераторы несут ответственность за обеспечение того, чтобы качество вопросов, ответов и социальные взаимодействия являлись чрезвычайно высокими и помогают пользователям, отвечая на их вопросы. Им также начисляется 1 балл за каждую акцию (удаления вопросов и ответов, отправка решений на исправление и т.д). К тому же модераторы могут выдавать предупреждения и бан (блокировку аккаунта)  за грубые нарушения. Правильные ответы Модераторы помечают значком "Проверенный ответ". Помимо Модераторов, удалять нарушения могут СпамАуты и Антиспамеры.

#### Архивариусы и Знатоки
Архивариусы и Знатоки работают в специальном архиве А2
Архивариусы проверяют ответы. Если ответ верный, то около него появляется отметка "Проверенный ответ", а если нет - удаляют его.
Знатоки отвечают на популярные вопросы.

#### СпамАуты (SpamOut)
СпамАуты помогают модераторам: удаляют спам и несут нарушение на страницу, блокируют участника, могут выдавать предупреждения и бан.